# Rem als Jocs Olímpics d'estiu de 1900 - Quatre amb timoner
El quatre amb timoner va ser una de les proves de rem dels Jocs Olímpics de París del 1900. Es va disputar entre el 25, el 26 i el 27 d'agost de 1900, amb la participació de 50 remers, repartits en deu embarcacions en representació de 4 nacions.
Aquesta prova estigué plena de controvèrsies a l'hora de decidir quines eren les embarcacions que havien de passar a la final. En una decisió inusual en la història dels Jocs Olímpics es va decidir que es disputessin dues finals diferents, sent considerades oficials totes dues pel Comitè Olímpic Internacional.

## Medallistes

### Final A
| Or | Plata | Bronze |
| França · Cercle de l'Aviron Roubaix Henri Bouckaert · Jean Cau · Émile Delchambre · Henri Hazebroucq · Charlot (timoner) | França · Club Nautique de Lyon Georges Lumpp · Charles Perrin · Daniel Soubeyran · Émile Wegelin · timoner desconegut | Alemanya · Favorite Hammonia Wilhelm Carstens · Julius Körner · Adolf Möller · Hugo Rüster · Gustav Moths (timoner) |

### Final B
| Or | Plata | Bronze |
| Alemanya · Germania Ruder Club, Hamburg Gustav Goßler · Oskar Goßler · Walter Katzenstein · Waldemar Tietgens · Carl Goßler (timoner) | Països Baixos · Minerva Amsterdam Coenraad Hiebendaal · Geert Lotsij · Paul Lotsij · Johannes Terwogt · Hermanus Brockmann (timoner) | Alemanya · Ludwigshafener Ruder Verein Ernst Felle · Otto Fickeisen · Carl Lehle · Hermann Wilker · Franz Kröwerath (timoner) |

## Resultats

### Semifinals
Inicialment es classificaven per a la final els guanyadors de cadascuna de les tres semifinals a més del segon classificat de la tercera semifinal (integrada per quatre embarcacions, mentre les altres ho estaven per tres). En finalitzar les tres semifinals hi hagué protestes de les embarcions que havien quedat en segona posició a la segona semifinal i tercera a la darrera semifinal pel fet de quedar fora de la final quan havien fet millor temps que el vencedor de la primera semifinal. Finalment les sis embarcacions es dividiren en dos grups: el segon classificat de la segona semifinal i el segon i tercer de la tercera participaren en la final A, mentre els tres vencedors de les semifinals ho feren en la final B.

#### Semifinal 1
| Posició | Embarcació                         | Remers                                                                                                  | Nacions  | Temps    |
| ------- | ---------------------------------- | --- | -------- | -------- |
| 1       | Ludwigshafener Ruder Verein        | Ernst Felle Otto Fickeisen Carl Lehle Hermann Wilker Franz Kröwerath (timoner)                          | Alemanya | 6' 14,0" |
| 2       | Reial Club de Regates de Barcelona | Joan Camps Mas Josep Fórmica-Corsi Ricard Margarit Calvet Orestes Quintana Antoni Vela i Vivó (timoner) | Espanya  | 6' 38,4" |
| 3       | Club Nautique de Français          | Beslaud Deslinières Peyronnie Saurel timoner desconegut                                                 | França   | 6' 40,0" |

#### Semifinal 2
| Posició | Embarcació                   | Remers                                                                                     | Nacions       | Temps    |
| ------- | ---------------------------- | ------------------------------------------------------------------------------------------ | ------------- | -------- |
| 1       | Minerva Amsterdam            | Coenraad Hiebendaal Geert Lotsij Paul Lotsij Johannes Terwogt Hermanus Brockmann (timoner) | Països Baixos | 6' 02,0" |
| 2       | Club Nautique de Lyon        | Georges Lumpp Charles Perrin Daniel Soubeyran Émile Wegelin timoner desconegut             | França        | 6' 06,2" |
| —       | Société Nautique de la Marne | Cocuet Demaré Dorlia René Waleff timoner desconegut                                        | França        | DNF      |

DNF: No finalitza la cursa

#### Semifinal 3
| Posició | Embarcació                   | Remers                                                                                | Nacions  | Temps    |
| ------- | ---------------------------- | ------------------------------------------------------------------------------------- | -------- | -------- |
| 1       | Germania Ruder Club, Hamburg | Gustav Goßler Oskar Goßler Walter Katzenstein Waldemar Tietgens Carl Goßler (timoner) | Alemanya | 5' 56,2" |
| 2       | Cercle de l'Aviron Roubaix   | Henri Bouckaert Jean Cau Émile Delchambre Henri Hazebroucq Charlot (timoner)          | França   | 5' 59,0" |
| 3       | Favorite Hammonia            | Wilhelm Carstens Julius Körner Adolf Möller Hugo Rüster Gustav Moths (timoner)        | Alemanya | 6' 03,0" |
| 4       | Club Nautique de Dieppe      | Angot Delabarre Gelée Maison timoner desconegut                                       | França   | 6' 20,0" |

### Finals

#### Final A
| Posició | Embarcació                 | Remers                                                                          | Nacions  | Temps    |
| ------- | -------------------------- | ------------------------------------------------------------------------------- | -------- | -------- |
| Or      | Cercle de l'Aviron Roubaix | Henri Bouckaert Jean Cau Émile Delchambre Henri Hazebroucq Charlot (timoner)    | França   | 7' 11,0" |
| Plata   | Club Nautique de Lyon      | Georges Lumpp Charles Perrin Daniel Soubeyran Émile Wegelin timoner desconegut  | França   | 7' 18,0" |
| Bronze  | Favorite Hammonia          | Wilhelm Carstens Julius Körner Adolf Möller Hugo Rüster Max Ammermann (timoner) | Alemanya | 7' 18,2" |

#### Final B
| Posició | Embarcació                   | Remers                                                                                     | Nacions       | Temps    |
| ------- | ---------------------------- | ------------------------------------------------------------------------------------------ | ------------- | -------- |
| Or      | Germania Ruder Club, Hamburg | Gustav Goßler Oskar Goßler Walter Katzenstein Waldemar Tietgens Carl Goßler (timoner)      | Alemanya      | 5' 59,0" |
| Plata   | Minerva Amsterdam            | Coenraad Hiebendaal Geert Lotsij Paul Lotsij Johannes Terwogt Hermanus Brockmann (timoner) | Països Baixos | 6' 03,0" |
| Bronze  | Ludwigshafener Ruder Verein  | Ernst Felle Otto Fickeisen Carl Lehle Hermann Wilker Franz Kröwerath (timoner)             | Alemanya      | 6' 05,0" |